# Rolls-Royce/Snecma Olympus 593
Le Rolls-Royce/Snecma Olympus 593 est un turboréacteur avec réchauffe qui a été utilisé sur le Concorde. Il a d'abord été un projet conjoint entre Bristol Siddeley Engines Limited (en) (BSEL), et Snecma. Il était basé sur le moteur Bristol Siddeley Olympus 22R.
Jusqu'à l'arrêt des vols commerciaux réguliers de Concorde, l'Olympus était l'unique turboréacteur à postcombustion à propulser un avion commercial.
L'efficacité thermique globale du moteur en vol de croisière supersonique était d'environ 43 %, ce qui à l'époque était le chiffre le plus élevé enregistré pour toute machine thermodynamique normale.

## Développement
La conception initiale du moteur était une version civile de l'Olympus 22R, re-désigné  591.
Le 22R a été conçu pour  soutenir un vol (45 min) à Mach 2.2 comme le moteur du BAC TSR-2. Le 591 a été redessiné, redésigné 593, les spécifications ont été finalisées le 1er janvier 1964. Bristol Siddeley (en) du Royaume-Uni et  Snecma Moteurs - France devaient se partager le projet. SNECMA et Bristol Siddeley ont également été associées dans un projet commun sans rapport, le turboréacteur  M45H.
Les premiers stades de développement ont validé le concept de base, mais de nombreuses études ont été nécessaires pour répondre aux spécifications qui comprenaient 1) la consommation de carburant (SFC), 2) le rapport de pression moteur, 3) masse/taille et  température d'entrée de la turbine.

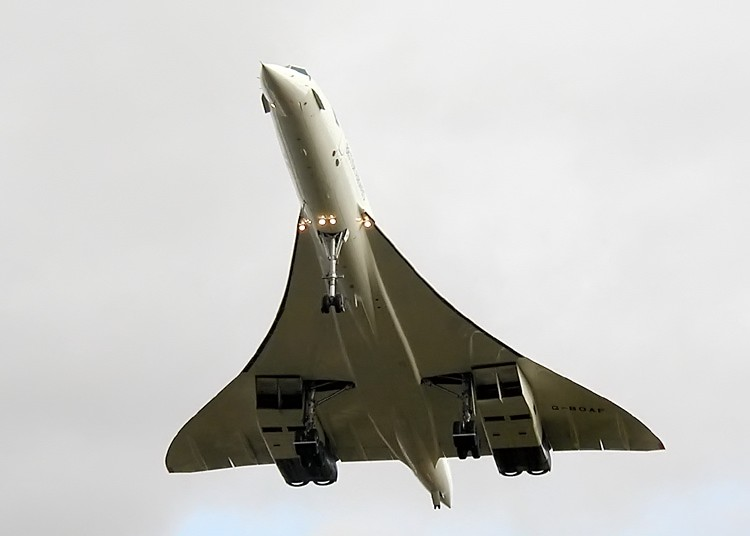
Le Concorde 216 (G-BOAF) motorisé avec 4 Olympus en finale d'atterrissage, à Bristol, Angleterre.

Les premières études ont examiné les turboréacteurs et les turbosoufflantes, mais la superficie frontale de la section inférieure du turboréacteur s'est avéré être un facteur critique dans la réalisation de performances supérieures. Le concurrent russe Tu-144  avait initialement utilisé un turboréacteur avec réchauffe, mais a changé pour un turboréacteur sans réchauffage avec une amélioration considérable des performances.
Le développement du moteur et ses accessoires étaient de la responsabilité de Bristol Siddeley, tandis que BAC était responsable de l'admission variable, l'installation globale du moteur, Snecma de la tuyère d'échappement / inverseur de poussée / atténuation du bruit et de la post-combustion. La Grande-Bretagne avait une plus grande part dans la production de l'Olympus 593 que la France, qui avait une plus grande part dans la production du fuselage. Les tests de fonctionnement au sol des moteurs ont été coordonnés entre Bristol Siddeley, Patchway, le National Gas Turbine Establishment (en) (ngTE), Pystock, Royaume-Uni, et le Centre d'Essais des propulseurs (CEPR) à Saclay, en France.
L'augmentation de la masse de l'avion pendant la phase de conception a généré une augmentation de la poussée au décollage, qui ne pouvait être atteinte par ce moteur. Les 20 % requis ont été atteints avec l'introduction d'un réchauffage partiel qui a été produit par la SNECMA.
L'Olympus 593 B était le premier projet en novembre 1965. Le B était une refonte du 593 D qui avait été prévu pour une première conception du Concorde, plus petite. Les résultats des tests du 593 D ont été utilisés pour la conception du B. [6] Le B fut abandonné plus tard. Snecma a utilisé un Olympus 301 pour tester sur des modèles réduits le système de buse.
En juin 1966, un moteur Olympus 593 avec échappement à géométrie variable  complet fait son premier essai à Melun-Villaroche, Île-de-France. A Bristol, les essais en vol ont commencé en utilisant un bombardier Avro Vulcan de la RAF avec le moteur et sa nacelle attachée en dessous de la soute à bombes. En raison des limites aérodynamiques du Vulcan, les essais ont été limités à une vitesse de Mach 0,98 (1 200 km/h). Lors de ces essais, le 593 a atteint 35 190 lbf (157 kN) de poussée ce qui dépassait la spécification du moteur. Au début de 1966, l'Olympus 593 produisait 37 000 lbf de poussée avec réchauffe.
En avril 1967, l'Olympus 593 a fonctionné pour la première fois au banc d'essai dans une chambre de haute altitude, à Saclay Île-de-France. En janvier 1968, le banc d'essai volant Vulcan affichait 100 heures de vol, et l'assemblage géométrique d'échappement variable pour le moteur Olympus 593 a été validé et autorisé pour le vol dans les prototypes Concorde à Melun-Villaroche.
Le Concorde français prototype 001 a effectué son 1er vol à Toulouse le 2 mars 1969. Il était commandé par le capitaine André Turcat, chef pilote d'essai de Sud Aviation. Utilisant le réchauffage, il décolla à 205 nœuds (380 km/h) après une course au sol de 4 700 pieds (1,4 km).
67 moteurs Olympus 593 ont été fabriqués.
Une version avec une meilleure poussée et plus silencieuse, le Mk 622, a été proposée. La réchauffe n'était plus nécessaire et la vitesse du jet inférieur réduisait le bruit de l'échappement. L'efficacité améliorée aurait permis une plus grande portée d'action et ouvert de nouvelles routes, en particulier au dessus du Pacifique, ainsi que des liaisons transcontinentales au dessus de l'Amérique. Toutefois, les faibles ventes de l'avion ont fait que ce plan pour un Concorde «B» n'a pas été poursuivi.
| Application                                    | Consommation spécifique de carburant en lb/(lbf·h) | Consommation spécifique de carburant en g/(kN·s) | Impulsion spécifique | Poussée (lbs) |
| ---------------------------------------------- | -------------------------------------------------- | ------------------------------------------------ | -------------------- | ------------- |
| Concorde Mach 2 - vitesse de croisière (à sec) | 1.195                                              | 33.8                                             | 3,012                | 38000         |